# مصطفی چهارم
مصطفی چهارم (به ترکی عثمانی: مصطفی رابع) (۸ سپتامبر ۱۷۷۹ – ۱۵/۱۶ نوامبر ۱۸۰۸ م.) از سال ۱۸۰۷ تا ۱۸۰۸ سلطان امپراتوری عثمانی بود. او در شهر استانبول به دنیا آمد. پدرش عبدالحمید یکم مادرش سینه‌پرور سلطان و برادرش محمود دوم بودند.
پس از برکناری مصطفی چهارم از پادشاهی، محمود دوم در ۱۲۲۳ق./ ۱۸۰۸م. به سلطنت رسید.
مصطفی چهارم هم‌عصر فتحعلی شاه قاجار، شاه ایران بود.
سلطان مصطفی چهارم پس از پسر عمویش سلیم سوم فرمانروا شد، اما در این دوره، خلافت عثمانی بازیچهٔ دست رهبران شورش‌گر شده بود.
سلیم سوم کوشیده بود اقدامات اصلاح‌گرایانه‌ای را در قلمرو خود انجام دهد که این اصلاحات با ستیزه‌جویی اسلام‌گرایان و مخالفان نوگرایی روبه‌رو شد و به برکناری سلیم انجامید.
نیروهای واپسگرا و نیز افراد «ینی چری» که منافع خود را در خطر می‌دیدند، با هرگونه اصلاحی مخالفت می‌کردند. «ینی چری»ها بارها شورش کردند و حتی چند سلطان و چند صدر اعظم را به قتل رساندند و از جمله سلطان سلیم سوم را از پادشاهی برکنار کردند و به زندان انداختند و مصطفی چهارم را به جای او نشاندند.
مصطفی چهارم که آلت دست محافظه‌کاران بود، فرمان برچیده شدن نظام جدید و نهادهای وابسته به آن را صادر کرد و بدین‌سان دوران نظام جدید نیز به سر آمد.
سپاهیانی که به سلطان سلیم وفادار بودند، رهسپار قسطنطنیه شدند تا بار دیگر او را به پادشاهی برسانند، اما هم‌زمان با ورود آنها به قسطنطنیه، مصطفی اجازه اعدام سلیم و برادر کوچکتر خود، محمود را صادر کرد. سلیم را خفه کردند، اما سپاهیان، محمود را از نهانگاهش بیرون آوردند و در سال ۱۲۲۳ قمری به سلطنت نشاندند.

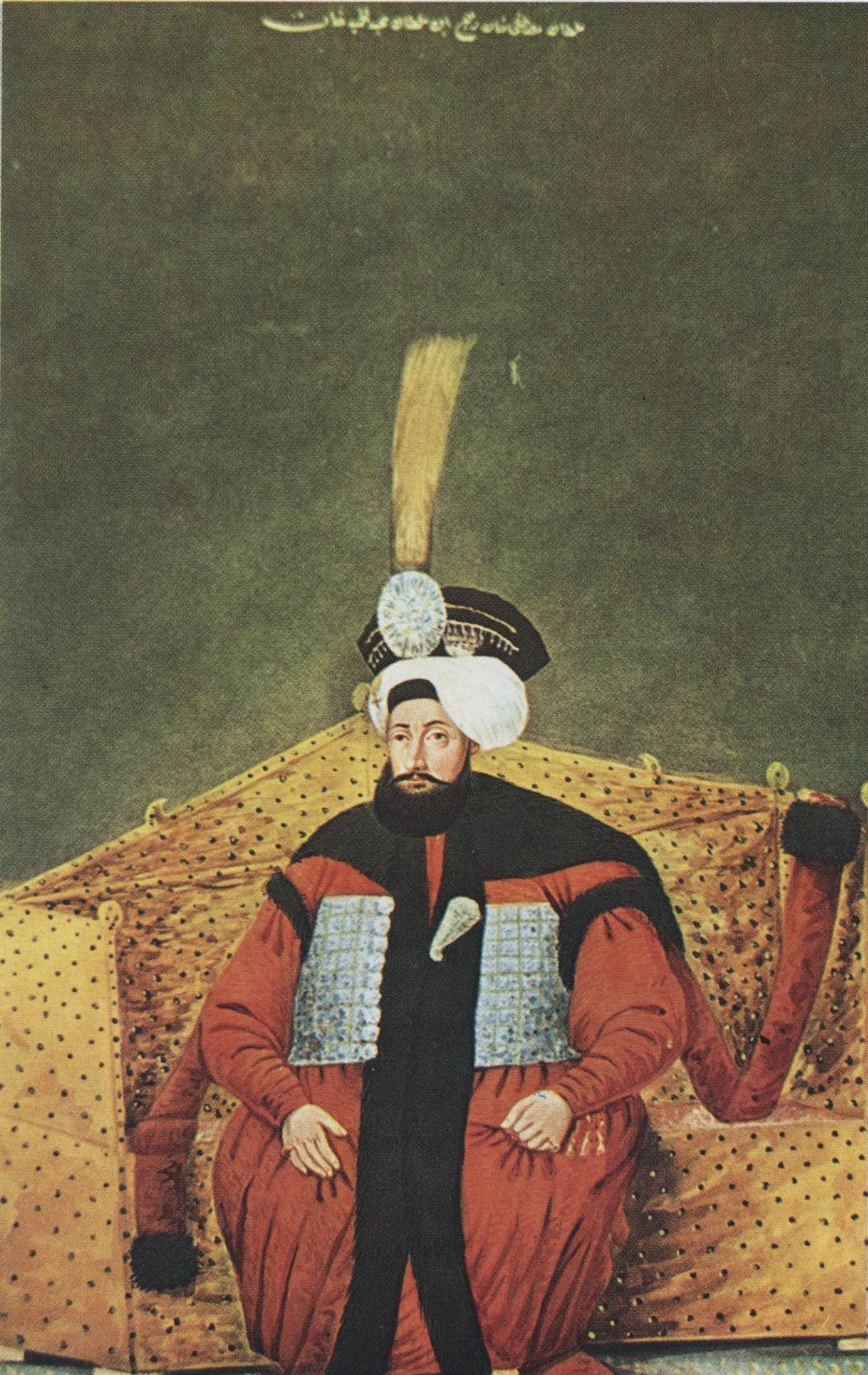
سلطان مصطفی چهارم پسر سلطان عبدالحمید اول